# Clohars-Fouesnant
Clohars-Fouesnant är en kommun i departementet Finistère i regionen Bretagne i västra Frankrike. Kommunen ligger i kantonen Fouesnant som tillhör arrondissementet Quimper. År 2022 hade Clohars-Fouesnant 2 152 invånare.

## Befolkningsutveckling
Antalet invånare i kommunen Clohars-Fouesnant
Referens:INSEE